# Đội tuyển Davis Cup Aruba
Đội tuyển Davis Cup Aruba đại diện Aruba ở giải đấu quần vợt Davis Cup và được quản lý bởi Liên đoàn quần vợt Aruba. Đội chưa thi đấu kể từ năm 2012.

## Lịch sử
Aruba lần đầu tiên tham gia Davis Cup vào năm 2007, vô địch Nhóm IV khu vực châu Mỹ, thăng hạng lên Nhóm III.